# Daniel Nushiro
Daniel Nushiro (主代郁夫, Nushiro Daniel), né le 5 septembre 1938 à Toyohashi (préfecture d'Aichi) et mort le 10 août 2023 à Tokyo, est un prêtre et un théologien japonais, chef de l'Église orthodoxe du Japon et archevêque de Tokyo de 2000 à sa mort.